# Projekt NG1023
Das Projekt NG1023 bezeichnet einen Fährschiffstyp, von dem zwei Einheiten für die niederländische Rederij Doeksen gebaut wurden.

## Geschichte
Die Schiffe wurden für die Rederij Doeksen auf der Werft Strategic Marine in Vũng Tàu, Vietnam, gebaut. Sie wurden am 8. April 2016 bestellt. Die Kiellegung der beiden Einheiten erfolgte im Juli bzw. August 2016, der Stapellauf im Januar 2019. Die Baukosten beliefen sich auf rund 50,1 Mio. Euro. Der Bau wurde von Waddenfonds, einem Programm der niederländischen Provinzen Groningen, Friesland und Nordholland, mit 1.207.500 Euro unterstützt. Der Schiffsentwurf stammte vom britischen Schiffsarchitekturbüro BMT Nigel Gee in Southampton.
Die Fertigstellung der Schiffe war ursprünglich für Ende 2017 vorgesehen. Wegen finanzieller Schwierigkeiten der Bauwerft bzw. deren Muttergesellschaft kam es zu deutlichen Verzögerungen beim Bau. Die Rederij Doeksen entschied daher im Sommer 2018, die Schiffe von Nesta Shipping in Harlingen fertigstellen und endausrüsten zu lassen.
Beide Schiffe wurden im März 2019 an Bord des Halbtauchers Sun Rise in die Niederlande verschifft und Ende Mai des Jahres in Den Helder gelöscht. Anschließend wurden sie zu Nesta Shipping geschleppt, wo sie fertiggestellt und für den Einsatz zwischen Harlingen und Terschelling bzw. Vlieland vorbereitet wurden. Aufgrund eines beim Transport in die Niederlande entstandenen Wasserschadens sowie durch Reiseeinschränkungen im Zusammenhang mit der COVID-19-Pandemie kam es zu weiteren Verzögerungen bei der Fertigstellung der Fähren.
Die Willem Barentsz verkehrte am 3. Juli 2020 zum ersten Mal auf der Strecke, die Willem de Vlamingh folgte am 30. Dezember 2020. Die Fähren ersetzten die 1974 gebaute Midsland und die 1989 gebaute Friesland.
Die Willem Barentsz wurde 2021 mit dem „Shippax Award 2021“ in der Rubrik „Technology and Design“ für das Antriebskonzept und die Ausstattung mit einem System zur Wärmerückgewinnung und der Nutzung von Sonnenkollektoren ausgezeichnet.

## Beschreibung
Die als Katamaran konzipierten Schiffe werden von zwei Sechzehnzylinder-Gasmotoren des Typs MTU 16V4000 mit jeweils 1492 kW Leistung angetrieben. Die Motoren werden mit Flüssigerdgas angetrieben und wirken auf jeweils eine Propellergondel mit zwei gegenläufigen Festpropellern. Der Antrieb mit Flüssigerdgas erzeugt deutlich weniger Stickoxide und Feinstaub als der Antrieb mit Dieselkraftstoff sowie keine Schwefeloxide. Auch der Ausstoß von Kohlenstoffdioxid ist geringer. Durch die Verwendung von Biogas soll die CO2-Bilanz weiter verbessert werden. Die Antriebe sind wie auch die beiden 46 m³ Flüssiggas fassenden Treibstofftanks in den beiden Schwimmkörpern untergebracht. Die Schiffe sind mit jeweils einem elektrisch mit 200 kW Leistung angetriebenen Bugstrahlruder in den Schwimmkörpern ausgestattet. Für die Stromerzeugung an Bord stehen von zwei Scania-Gasmotoren mit jeweils 250 kW Leistung angetriebene Generatoren mit jeweils 294 kVA Scheinleistung zur Verfügung. Abwärme aus Abgasen und Motorkühlung werden für die Heizung an Bord genutzt und treiben nach dem ORC-Prinzip zwei Generatoren mit jeweils 77 kW Leistung zur Stromerzeugung an. Als Stromspeicher stehen Akkumulatoren zur Verfügung. Weiterhin wurden Sonnenkollektoren für die Stromerzeugung verbaut, die im Passagierbereich verbraucht wird. Die Sonnenkollektoren erzeugen bis zu 28 kWh.
Auf die Schwimmkörper sind mehrere Decks aufgesetzt. Auf dem Hauptdeck befindet sich ein durchlaufendes Fahrzeugdeck mit sechs Fahrspuren. Das Fahrzeugdeck, auf dem 120 Spurmeter zur Verfügung stehen, ist über Rampen am Bug und Heck der Schiffe zugänglich. Oberhalb des Fahrzeugdecks befinden sich zwei Decks mit den Einrichtungen für die Passagiere, darunter ein Selbstbedienungsrestaurant auf dem unteren der beiden Passagierdecks und Aufenthaltsräume mit Sitzgelegenheiten auf beiden Decks. Auf dem oberen der beiden Passagierdecks ist im hinteren Bereich ein offenes Sonnendeck mit Sitzgelegenheiten eingerichtet. Im vorderen Bereich des Decks ist die geschlossene Brücke aufgesetzt. Die Kapazität der Fähren ist mit 692 Passagieren und 60 Pkw angegeben. Die übliche Besatzungsstärke beläuft sich auf sechs Personen.
Rumpf und Aufbauten sind aus Aluminium gefertigt. Dies reduziert das Gewicht der Schiffe und führt zu Einsparungen beim Kraftstoffverbrauch.

## Schiffe
| Projekt NG1023     | Projekt NG1023 | Projekt NG1023 | Projekt NG1023                 |
| Bauname            | Baunummer      | IMO-Nummer     | Kiellegung Stapellauf          |
| ------------------ | -------------- | -------------- | ------------------------------ |
| Willem Barentz     | 387            | 9807578        | 15. Juli 2016 19. Januar 2019  |
| Willem de Vlamingh | 388            | 9807580        | 9. August 2016 22. Januar 2019 |

Die Schiffe fahren unter der Flagge der Niederlande. Heimathafen ist Terschelling.
Benannt sind die Schiffe nach den niederländischen Seefahrern und Entdeckern Willem Barents und Willem de Vlamingh.